# Campionato Italiano Rally 2008

## Regolamento
Possono concorrere solo i piloti preventivamente iscritti al Campionato, entro le prime tre gare. A parte casi di forza maggiore documentati, un pilota non potrà saltare nessun evento, pena 10 punti di penalità per ogni gara.
Le vetture che posson prendere punti le vetture dei gruppi A fino a 2000 cm³ (escluse le varianti Kit), Gruppo N, Super 1600, Super 2000, R1, R2 e R3. Sono validi per l'aggiudicazione del titolo di Campionato Italiano Rally i migliori 8 risultati, mentre per il Campionato Italiano Costruttori (iscrizione obbligatoria) saranno validi tutti i risultati.

## Gare
Per il campionato italiano di rally 2008, sono previste 10 prove (7 su asfalto e 3 su terra)
| Data            | Luogo                          | Sede       |
| --------------- | ------------------------------ | ---------- |
| 07-9 marzo      | 31° Rally del Ciocco           | Lucca      |
| 27-29 marzo     | 36° Rally di San Marino        | San Marino |
| 17-19 aprile    | 32° Rally 1000 Miglia          | Brescia    |
| 23-25 maggio    | 92° Targa Florio               | Palermo    |
| 05-7 giugno     | 42° Rally del Salento          | Lecce      |
| 18-20 luglio    | 22° Rally di San Crispino      | Cesena     |
| 28-30 agosto    | 44° Rally delle Alpi Orientali | Udine      |
| 12-14 settembre | 27° Rally Costa Smeralda       | Olbia      |
| 26-28 settembre | 49° Rally Sanremo              | Sanremo    |
| 11-12 ottobre   | 26° Rally ACI Como             | Como       |